# ITCARD
ITCARD Spółka Akcyjna – polskie przedsiębiorstwo oferujące rozwiązania z szeroko rozumianego obszaru usług płatniczych, kart oraz bankomatów.
Spółka została założona w 2008 roku i początkowo świadczyła wyłącznie usługi związane z obsługą i przetwarzaniem transakcji w bankomatach. Następnie wprowadziła obsługę terminali POS, wydawnictwo kart oraz rozbudowała zakres swoich usług, stając się jednym z liderów w obszarze outsourcingu usług płatniczych, kart oraz obsługi bankomatów i wpłatomatów wśród banków i instytucji finansowych w Polsce.
Centrala mieści się w Warszawie, spółka posiada biura we Wrocławiu, Łomży, Londynie, Zagrzebiu i Pradze. Prezesem Zarządu spółki ITCARD od 2009 roku oraz Dyrektorem Generalnym Grupy ITCARD od 2017 roku jest Jarosław Chrzanowski.
ITCARD oferuje możliwość wypłaty i wpłaty gotówki w bankomatach, obsługuje płatności w terminalach płatniczych, transakcje on-line 3D Secure oraz płatności realizowane za pomocą aplikacji mobilnych. Spółka na podstawie posiadanych zgód organizacji płatniczych jako Third-Party Servicers (PIN PCI, 3DS Access Control Server Provider), świadczy usługi outsourcingowe przetwarzania i obsługi płatności dla banków i instytucji finansowych w zakresie transakcji internetowych on-line, bankomatów, wpłatomatów, terminali płatniczych, aplikacji płatniczych, kart płatniczych, autoryzacji 3D Secure, Dynamic Currency Change oraz aplikacji mobilnych.
W Grupie ITCARD, funkcjonuje sieć terminali płatniczych Planet Pay oraz sieć bankomatów Planet Cash.
Planet Pay jest spółką, która zajmuje się oferowaniem rozwiązań z zakresu terminali płatniczych. Spółka posiada licencję Krajowej Instytucji Płatniczej i podlega nadzorowi Komisji Nadzoru Finansowego. Dodatkowo posiada zgodę Prezesa NBP na prowadzenie systemu płatniczego Smoopay oraz licencje na payment acquiring organizacji Visa i Mastercard. Planet Pay jest licencjonowanym podmiotem Principal Member w organizacji Visa, oraz strategicznym partnerem Visa dla wydawnictwa kart dla branży fintech oraz instytucji finansowych w ramach programu „Fintech in the box”. Siedziba Planet Pay znajduje się w Warszawie.
Planet Cash jest drugą co do wielkości niezależną siecią bankomatów w Polsce.
W 2018 roku Grupa rozpoczęła działalności bankomatową w Czechach i Chorwacji.
Według danych na czwarty kwartał 2022, IT CARD zarządzało siecią 7191 bankomatów, z czego 4358 to urządzenia sieci Planet Cash, a 2413 to urządzenia umożliwiające wpłatę i wypłatę gotówki. Na koniec 2021 roku Planet Pay obsługiwało 89,5 tysiąca terminali POS.
W czerwcu 2023 roku liczba obsługiwanych przez ITCARD bankomatów przekroczyła 7400, terminali POS 103 000, kart 1,6 miliona, a kart w autoryzacji 3D Secure 18 milionów.